# الديرة

الديرة قديماً، تُحيطها غابات النخيل وأمامها قلعة تاروت.

حَيّ الدِّيرَة هو أحد أحياء قرية تاروت الأثرية، ويقع بمنتصف جزيرة تاروت في محافظة القطيف، شرق المملكة العربية السعودية. يعود تاريخ حي الديرة إلى 3 آلاف سنة قبل الميلاد إذ يعد من أولى المناطق التي شهدت التجمعات السكانية في الخليج العربي، وهو ضمن المناطق المحاطة بالأسوار بشكل مشابه لـقلعة القطيف، حيث يحيط الحي سور كبير لحمايته وبه بوابتان: شمالية، وجنوبية. ظلّ حي الديرة موطناً للأثرياء والتجار إلى أن جاءت الثروة النفطية وبدأت التوسعات العمرانية، إذ إن غالبية البيوت الموجودة في الحي بيوت مدنية سكنية تتكون من طابقين وهي لأسر ثرية تعمل في مجال التجارة والغوص، بالإضافة لكونها مركزاً تجارياً هامَاً لجزيرة تاروت، حيث كانت ترسو السفن المحملة بالبضائع القادمة من أفريقيا وزنجبار والهند قبالة المرفأ.

## التخطيط
يضم الحي عدة منازل بمجمل مساحة لا تتجاوز 120,000 متر مربع، يعود عمر بعضها إلى أكثر من 200 عام ويُمثل الطراز القديم للفن المعماري في منطقة القطيف والخليج، إذ إن المنازل المتقاربة والأزقة الضيقة ذات الجدران العريضة، بُنيت للتكيف مع درجات الحرارة، بحيث تكون أقل حرارة صيفاً وأكثر دفئاً شتاءً.

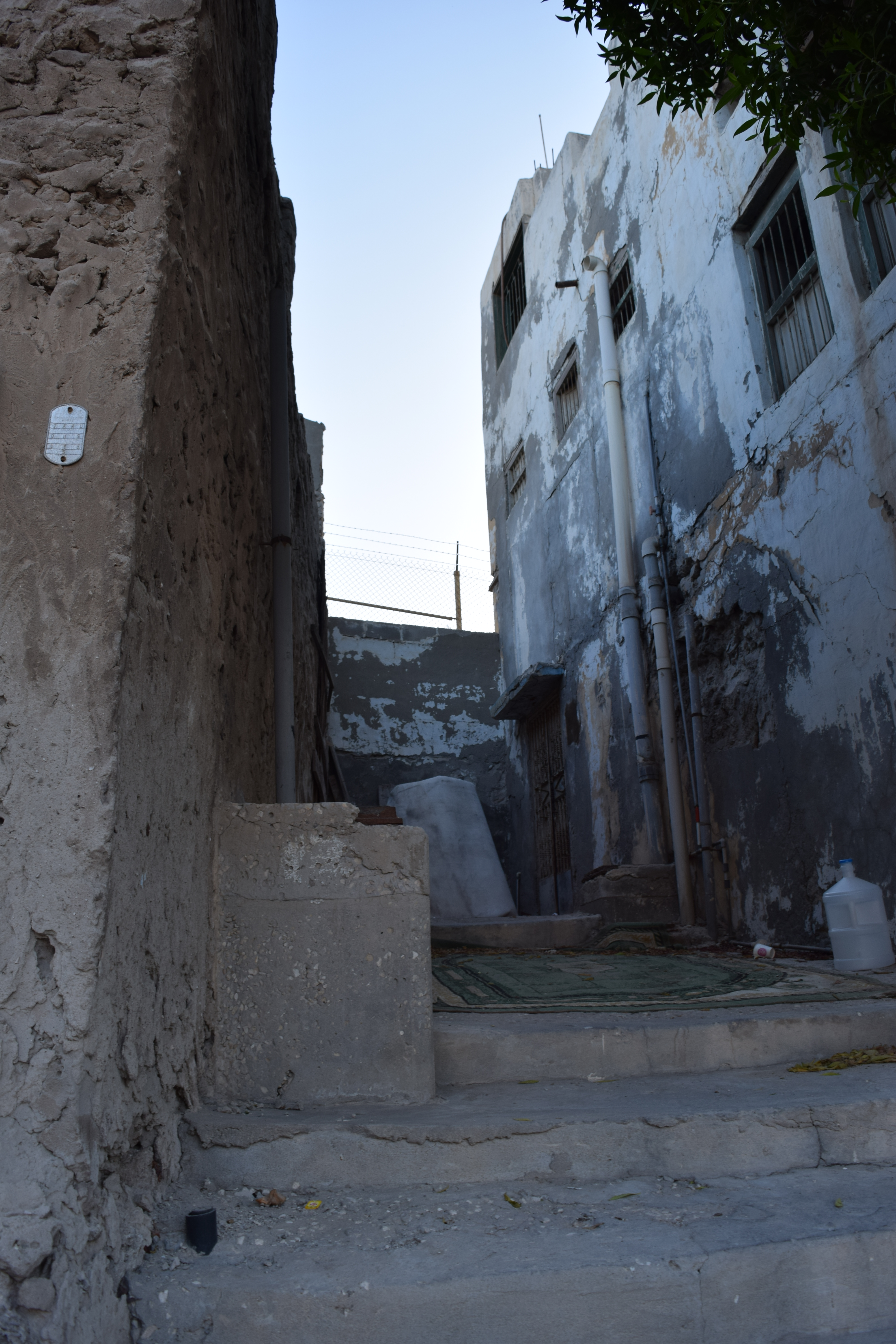
أحد الأزقة في حي الديرة.

يوجد بالسور الذي يحيط بحي الديرة بوابتان هما البوابة الشمالية وتقع قرب المسجد الذي ما يزال قائماً حتى الآن بجوار حمام باشا، وأزيلت البوابة عام 1960م عند إدخال آلة الحفر للعمل على استخراج المياه من البئر الارتوازية. أما البوابة الثانية فهي الجنوبية وتوجد بجوار بيت المعيبد، فيما توجد بوابة صغيرة تعرف باسم البوابة الخادعة بجوار بيت الشيخ أحمد السيف وهذه البوابة ليست رئيسية وإنما تستخدم من البعض للدخول والخروج.

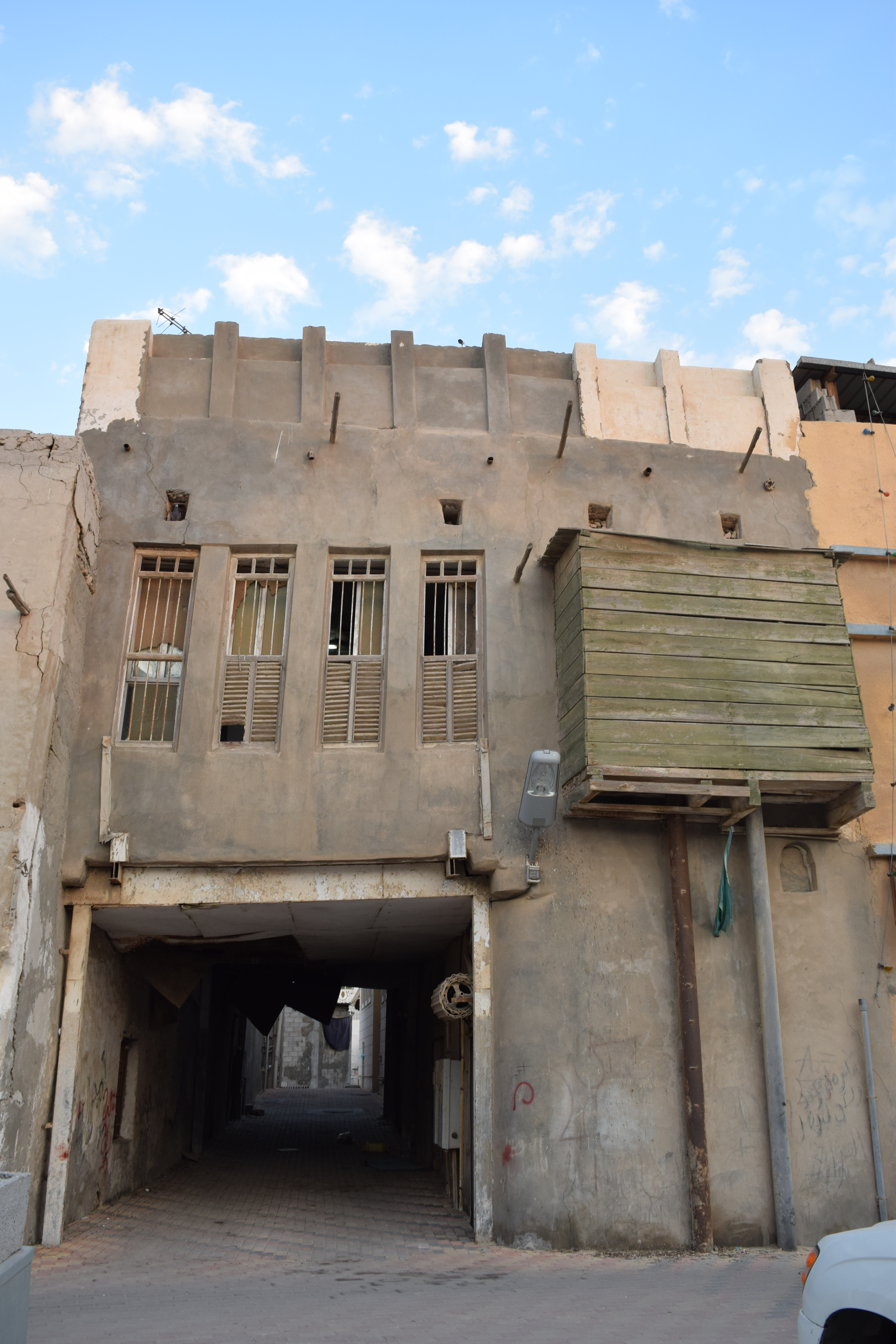
ممرات الديرة المسقفة وتُسمى محلياً بالساباط، وتشتهر مُعظم القرى الأثرية في القطيف بها.